# Vlag van Terengganu

Vlag van Terengganu

De vlag van Terengganu bestaat uit een zwart veld met een dikke, witte rand en een witte ster en maan in het midden die naar de vlieg wijzen. De breedte van de maan is vijf zesde van de breedte van het zwarte vlak, terwijl de breedte van de ster, die met de klok mee helt, twee derde van die van de maan is. De vlag is in 1953 voor het eerst werd onthuld.
Het wit staat voor de sultan van Terengganu, terwijl het zwart staat voor de burgers van de staat; met de witte rand rond het zwarte paneel vertegenwoordigt de lay-out de plicht van de sultan om zijn onderdanen te beschermen. De ster en sikkel staan voor de islam als de officiële religie van de staat.
In oktober 2006 maakte Idris Jusoh, toenmalig Menteri Besar van Terengganu, bekend dat de deelstaatregering van plan was om de vlag "op te fleuren" en er een embleem in op te nemen door eerst de meningen van beroepsgroepen te vragen, waarbij hij verwees naar de feedback dat de vlag te "eenvoudig en saai" was. Sinds 2008 is er geen melding meer gemaakt van verdere actie.

## Geschiedenis
Voor de invoering van de huidige vlag had de staatsvlag van Terengganu een aanzienlijk ander ontwerp, hoewel veel elementen ervan zouden worden overgenomen door de opvolger. De vroegst bekende variant van de staatsvlag werd gebruikt tussen 1925 en 1933 en bestond alleen uit een wit-zwarte vlag die verticaal verdeeld was, waarbij de zwarte streep twee keer breder was dan de witte streep.
In 1933 werd op de zwarte band een naar boven gerichte ster en een rondere halve maan toegevoegd, als teken dat Terengganu de islam als staatsgodsdienst erkende. De vlag bleef in gebruik tot de invoering van de huidige vlag.
Daarnaast voerde de deelstaatregering van Terengganu vroeger haar eigen "Governmental Service Flag", waarvan het ontwerp op dezelfde manier ontstond als de vlag van de deelstaat. De vlag had dezelfde verticale wit-zwarte lay-out, maar op de zwarte streep was ook een witte andreaskruis aangebracht. Later werd ook een ster en sikkel toegevoegd, maar deze werden op de witte streep geplaatst. De vlag werd overbodig na de invoering van de huidige staatsvlag, die ook door de deelstaatregering werd gebruikt.

1912 - 1933
1933 - 1947
1947 - 1953